# アダム・パスカル
アダム・パスカル (Adam Pascal、1970年10月25日 - ) は、アメリカ合衆国の俳優、歌手、ミュージシャン。1996年のジョナサン・ラーソンのミュージカル『レント』、2005年の映画『レント』、2009年の『レント』ツアー公演のロジャー・デイヴィス役オリジナル・キャストとして最もよく知られる。1999年、エルトン・ジョンとティム・ライスのミュージカル『アイーダ』のラダメス役オリジナル・キャスト、1998年、ミュージカル『キャバレー』のMC役、ミュージカル『メンフィス』ブロードウェイ公演のヒューイ・カルホーン役としても知られる。2012年、『Disaster! 』ブロードウェイ公演でチャド役を演じた。

## 経歴
ニューヨークのブロンクス区で生まれ、ナッソー郡ウッドバリーで母ウエンディ(旧姓フリシュマン)と継父メル・シーモンのもとで育った。ユダヤ人として育ち、ショゼット高等学校を卒業し、ニューヨーク工科大学を卒業した。音楽に興味を持つ前、パーソナル・トレイナーとなった。同級生らとミュートなど多くのバンドでロックを演奏するようになったが、ミュージカルに魅了されていった。高校時代の友人からミュージカル『レント』について聞いた。気まぐれにオーディションを受けてみると、HIV陽性ロック・ギタリストのロジャー・デイヴィス役に配役された。パワフルなテナーの声やその演技力によりトニー賞にノミネートされ、シアター・ワールド賞、オビー賞を受賞した。1997年11月2日、『レント』ブロードウェイ公演を降板したが、ウエスト・エンド公演で再びロジャー役を演じた。
『レント』出演によりブロードウェイでの名声が上がり、エルトン・ジョンとティム・ライスのミュージカル『アイーダ』のエジプト軍指揮官ラダメス役のオリジナル・キャストおよびファイナル・キャストに配役された。ちなみに2001年、のちの『レント』共演者イディナ・メンゼルがアムネリス役で出演した。他にジョン・カンダーとフレッド・エブの『キャバレー』のエムシー役のクロージング・キャストに配役された。また、2003年の『チェス』のアメリカ人、フレディ・トランパー役、2004年の『ヘアー』、2005年の『24 Hour Plays 』など、いくつかのチャリティ・パフォーマンスに出演した。2004年、『アイーダ』に戻りラダメス役で出演し閉幕した。
2007年7月30日から10月7日、『レント』オリジナル・ブロードウェイ公演共演者アンソニー・ラップ(マーク・コウエン役)と共に、『レント』公演に戻りロジャー役を再び演じた。2009年1月、パスカルとラップは北米の多くの都市、および日本、韓国を巡るツアー公演『Rent: The Broadway Tour 』に出演した。2月、ミシガン州デトロイトで公演中、首の椎間板2か所がヘルニアとなり1週間降板した。代役のケイリー・シールズは『レント』ブロードウェイ公演にも出演したことがあった。パスカルは完治して復帰し、2010年2月7日、ツアーを終えた。
2008年5月12日から13日、ロンドンにあるロイヤル・アルバート・ホールにて『チェス』コンサート・バージョンでアメリカ人フレディ役を再演した。『レント』および『アイーダ』で共演したイディナ・メンゼルがフローレンス役を演じた。この公演は録画され、2009年6月17日、アメリカとイギリスでテレビ放映され、以降アメリカではPBSの『グレート・パフォーマンス』シリーズで繰り返し放映され、DVD化もされた。
2011年10月25日、ミュージカル『メンフィス』ブロードウェイ公演に参加し、オリジナル・キャストのチャド・キンボールの後継でヒューイ・カルホーン役を演じ、2012年8月5日の閉幕まで演じた。
2013年4月8日、ロングランの『シカゴ』ブロードウェイ再演でビリー・フリン役を2013年6月16日まで演じた。

## 音楽
パスカルは「ブロードウェイ俳優」とだけ見なされることが気になっており、『アイーダ』共演者のシェリー・リーン・スコットおよびその夫カート・デューシュ創立のSh-K-Boom Records とソロのロック・アーティストとして契約した。2000年の『Model Prisoner 』、2004年の『Civilian 』のアルバム2枚をリリースした他、2008年、ピアニストのラリー・エドフとコラボレートしてアルバム『Blinding Light 』をリリースした。2001年、アルバム『Broadway Cares: Home for the Holidays 』でビリー・ジョエルの『New York State of Mind 』、2004年の映画『NOEL ノエル』のエンディング曲『Winter Light 』、2009年にどもりの子供のために作られたアルバム『Listen 』の曲『Perfect Place 』をカバーした。映画『スクール・オブ・ロック』でバンドのノー・ヴェイカンシーのヴォーカルであるテオ役を演じ、サウンドトラックで2曲を歌った。
2006年7月4日、メイシーズによる独立記念祝典にて花火と共に歌った。また『レント』ブロードウェイ公演において2000年の5周年、2005年の10周年に出演した。
2006年、ミー・アンド・ラリーという2人組バンドを結成し、全米の小規模会場でオリジナル曲およびブロードウェイ曲のリメイクなどを演奏し始めた。2007年度、ゴールデン・アイコン賞小規模会場賞を受賞した。2008年5月、パスカルのレーベルから彼らのファースト・アルバム『Blinding Light 』がリリースされ、アマゾンやコンサート会場およびバンドの公式サイトで手に入れることができる。
2009年以降、プログレッシブ・メタル・バンドのクイーンズライクの1988年のコンセプト・アルバム『Operation: Mindcrime 』の劇場版の発展に取り組んでいる。クイーンズライクはパスカルが影響を受けた音楽の1つで、とても情熱をかけている。

## 映画
1999年、『SLC Punk! 』で映画デビューし、2004年、ミュージカル映画『Temptation 』に出演し、劇中ライヴ・レコーディングされた。
2005年終盤、『レント』の他の出演者5名と共にその映画化でクリス・コロンバス監督の『レント』に出演した。ポップ・アイドルのジャスティン・ティンバーレイクはロジャー役を演じることを熱望していたが、コロンバスは『レント』オリジナル・キャストこそが作品の真意を伝えることができると語り、実現には至らなかった。2005年11月23日、映画『レント』が公開された。
自主映画『Falling Star 』(旧題『Goyband 』)で主役の元ボーイ・バンドのメンバーを演じた。カシュルート系ホテルで演奏することになったが、セクシーなショーになってしまい観客を驚かせる役であった。ファンたちがエキストラの観客役で出演した。エイミー・デビッドソン、クリス・ジャッド、トヴァ・フェルシュー、ディーン・エドワード、ティボー・フェルドマン、ナターシャ・リオンと共演した。2008年12月、エルサレム映画祭で初公開された。2009年7月、ロングアイランドで全米初公開された。マーヴィスタ・エンタテイメントが作品を買い取り『Falling Star 』に改題した。
1969年に起こったストーンウォールの反乱数年後の1973年、家族や近所の人たちに関係を知られまいとするゲイのカップルを描いた自主映画『American Primitive 』に出演した。
2015年、『SLC Punk! 』の続編『Punk's Dead 』に出演し、前作と同じ役を演じた。
2015年、『Alleluia! The Devil's Carnival 』に出演し、天国の神の使いの1人であるザ・エージェントを演じた。

## テレビ
2006年4月2日放送『コールドケース 迷宮事件簿』のエピソード『スポットライト』にゲスト出演し、『キャバレー』アマチュア公演関係者で殺人被害者のデニス・ホファマンを演じた。映画『レント』共演者のトレイシー・トムズ、ブロードウェイ・ミュージカル『キューティ・ブロンド』エル・ウッズ役オリジナル・キャストのローラ・ベル・バンディと共演した。
『Sing×3♪ぼくら、バックヤーディガンズ!』のエピソード『Tale of the Mighty Knights 』でナレーションおよび歌での出演を行なった。『I'm Not an Egg Anymore 』および最後の曲を演奏した。

## 私生活
1998年12月19日、作家ジョセフ・ジェイ・ダイスの孫、ハーバード大学医学大学院センター・フォー・ヘルス・アンド・ザ・グローバル・エンヴァイロンメントのディレクターであるエリック・チヴィアンの娘サイベル・チヴィアンと結婚した。2001年と2004年に生まれた息子が2人いる。

## ディスコグラフィ
- "Mute" - ca. 1994年
- "Model Prisoner" - 2000年
- "Civilian" - 2004年
- "Blinding Light" (with Larry Edoff) - 2008年

## 舞台作品
- レント Rent (米英オリジナル・キャスト) - ロジャー・デイヴィス (1996年–1997年、ニューヨーク、1998年、ロンドン)
- アイーダ Aida - ラダメス (オリジナル・キャスト) (2000年–2003年)
- Fully Committed (オフ・ブロードウェイ) - 共同プロデューサー (2000年)
- チェス Chess - フレディ (2003年) (俳優協会チャリティ・コンサート)
- キャバレー Cabaret - エムシー (2003年10月-2004年1月) (クロージング・キャスト)
- アイーダ Aida - Radames (2004年) (クロージング・キャスト)
- ヘアー Hair (2005年) (俳優協会チャリティ・コンサート)
- 24 Hour Plays (2005年)
- レント Rent (ブロードウェイ) - ロジャー・デイヴィス(2007年)
- Alive in the World (2008年)
- チェス Chess (ロンドン) - フレディ (2008年)
- Drift - (2008年)
- レント Rent (全米ツアー) - ロジャー・デイヴィス (2009年–2010年)
- The Real Love: A New Musical - ロルフ (2011年) (パサデナ特別公演)
- Memphis (ブロードウェイ) - ヒューイ・カルホーン (2011年-2012年)
- シカゴ Chicago (ブロードウェイ) - ビリー・フリン (2013年)
- Disaster (ブロードウェイ) - チャド (2016年)
- サムシング・ロッテン! Something Rotten! (ブロードウェイ、全米ツアー) - ウィリアム・シェイクスピア (2016年)

## 映画作品
| 年   | 映画/テレビ                               | 役名                 | 特記事項                                                        |
| ---- | ----------------------------------------- | -------------------- | --------------------------------------------------------------- |
| 1999 | SLC Punk!                                 | エディ               |                                                                 |
| 2003 | スクール・オブ・ロック School of Rock     | テオ                 |                                                                 |
| 2004 | Temptation                                | ニコリ               |                                                                 |
| 2005 | レント Rent                               | ロジャー・デイヴィス | 舞台版オリジナル・キャスト5名と共演                             |
| 2006 | コールドケース 迷宮事件簿 Cold Case       | デニス・ホファマン   | 連続ドラマ『レント』共演者トレイシー・トムズと共演              |
| 2008 | American Primitive                        | テオ                 | 自主映画                                                        |
| 2008 | Single Drop of You                        | 本人                 | ミュージック・ビデオ                                            |
| 2008 | Falling Star (旧題Goyband )               | ボビー・スター       | 自主映画                                                        |
| 2009 | Wild About Harry またはAmerican Primitive | テオ                 |                                                                 |
| 2014 | The Devil's Carnival: Alleluia!           | ザ・エージェント     | 2012年の『The Devil's Carnival 』の続編、サウンドトラックを演奏 |
| 2015 | Punk's Dead                               | エディ               | 1999年の『SLC Punk! 』の続編                                    |